# کوهالی، فیصل‌آباد
کوهالی (به انگلیسی: Kohali) یک روستا در پاکستان است که در ناحیه فیصل آباد واقع شده‌است. کوهالی ۱٫۳ کیلومتر مربع مساحت و ۲٬۵۰۰ نفر جمعیت دارد و ۵۶۳ متر بالاتر از سطح دریا واقع شده‌است.